# Дрёма (река)
Дрёма (Корпелан-йоки) — река в России, протекает по Выборгскому району Ленинградской области. Река впадает в Выборгский залив в районе бухты Малая Губа. Длина реки составляет 18 км, площадь водосборного бассейна — 45,7 км².

## Данные водного реестра
По данным государственного водного реестра России относится к Балтийскому бассейновому округу, водохозяйственный участок реки — Реки и озера бассейна Финского залива от границы РФ с Финляндией до северной границы бассейна р. Нева, речной подбассейн реки — Нева и реки бассейна Ладожского озера (без подбассейна Свирь и Волхов, российская часть бассейнов). Относится к речному бассейну реки Нева (включая бассейны рек Онежского и Ладожского озера).
Код объекта в государственном водном реестре — 01040300512102000008225.